# Cantonul Saint-Amarin
Cantonul Saint-Amarin este un canton din arondismentul Thann, departamentul Haut-Rhin, regiunea Alsacia, Franța.

## Comune
- Fellering
- Geishouse
- Goldbach-Altenbach
- Husseren-Wesserling
- Kruth
- Malmerspach
- Mitzach
- Mollau
- Moosch
- Oderen
- Ranspach
- Saint-Amarin (reședință)
- Storckensohn
- Urbès
- Wildenstein